# Rutka Laskier

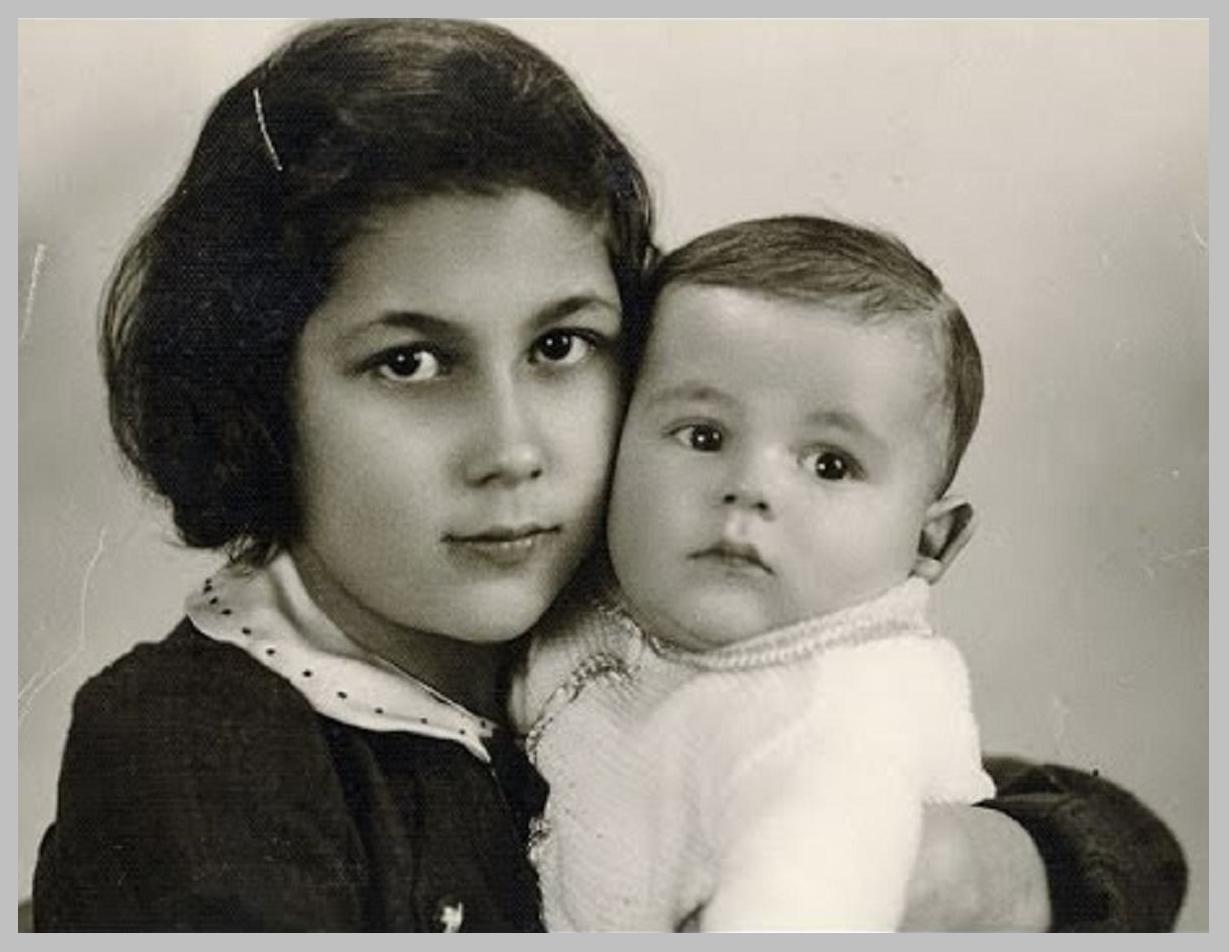
Rutka Laskier in 1938

Rutka Laskier (Danzig, 12 juni 1929 – Auschwitz, december 1943) was een Joods meisje dat opgroeide in de Zuid-Poolse stad Będzin gedurende de Tweede Wereldoorlog. In 1943, 13 jaar oud, schreef ze een zestig pagina's tellend dagboek waarin ze enkele maanden uit haar leven beschrijft, dat overschaduwd wordt door de onderdrukking en vervolging van Joden in Polen door nazi-Duitsland. Het dagboek bevond zich onder de vloerdelen in het huis waar ze voor haar deportatie verbleef. Stanisława Sapinska, bevriend met de familie Laskier en familie van de eigenaren van het huis, vond het dagboek na de oorlog terug. Sapinska bewaarde het dagboek 60 jaar in haar bibliotheek. Pas in 2006 sprak ze voor het eerst over het boek met haar neefje die haar overtuigde om het boek te publiceren. De uiteindelijke publicatie werd verzorgd door het Yad Vashem, het Israëlische Holocaustmuseum, op 4 juni 2007.
Algemeen wordt aangenomen dat Laskier kort na haar aankomst in het concentratiekamp van Auschwitz is omgebracht.

## Dagboek
Van januari tot april 1943 hield Laskier haar dagboek bij en schreef zowel met pen als met potlood. Ze beschrijft en bekritiseert de wreedheden van de nazi's waarvan ze getuige is. Daarnaast schrijft ze ook over het dagelijks leven in het getto en over verliefd zijn. Ook schrijft ze over de gaskamers en concentratiekampen, waaruit blijkt dat het nieuws over de gruwelen in de kampen langzaam doordrong tot hen die nog steeds in het getto gevangen zaten.
Het dagboek van Laskier, dat als authentiek is aangemerkt door Holocaustonderzoekers en overlevenden, wordt vergeleken met het dagboek van Anne Frank, het meest beroemde dagboek over deze periode. Beide meisjes waren even oud toen ze hun dagboeken schreven.
Het originele Poolse manuscript is op 4 juni 2007 gepubliceerd en vertaald in het Engels en Hebreeuws.
Laskiers vader, Jacob (Yaakov) Laskier, was de enige overlevende van de familie Laskier. Na de oorlog emigreerde hij naar Israël en werd opnieuw vader van een dochter genaamd Zahava Scherz. Hij stierf in 1986. Zijn dochter was tijdens de persconferentie naar aanleiding van het boek in het Yad Vashem museum aanwezig.
- Biblioteca Nacional de España: XX4697359
- Bibliothèque nationale de France: cb156890748 (data)
- Gemeinsame Normdatei: 136417833
- International Standard Name Identifier: 0000 0001 1038 0527
- Library of Congress Control Number: no2007033644
- Bibliotheek van het Japanse parlement: 01122299
- Nationale Bibliotheek van Tsjechië: xx0094921
- Nationale Bibliotheek van Israël: 987007313126105171
- Nationale Bibliotheek van Polen: a0000002251599
- Nederlandse Thesaurus van Auteursnamen: 308329538
- Réseau des bibliothèques de Suisse occidentale: 02-A014063497
- Système universitaire de documentation: 126276765
- Virtual International Authority File: 10175849
- WorldCat: E39PBJc7W8c6jcTj8yyC73GT73